# Scared
Scared è il primo album della punk band statunitense $wingin' Utter$ pubblicato nel 1992.

## Tracce
1. Reggae Gets Big in a Small Town – 1:57
2. Strongman – 2:16
3. These Pretty Pleasures – 2:55
4. Scared – 2:31
5. Extra Special Mystery Rezillos Track – 2:43
6. Mr. Norris – 3:01
7. Nine to Five – 1:28
8. Smoke Like a... (Girl) – 2:35
9. Proven Song – 2:53

## Formazione
- Johnny Bonnel - voce
- Max Huber - chitarra
- Greg McEntee - batteria
- Kevin Wickersham - basso
- Darius Koski - chitarra, voce